# Al-Wahda SC (Damasco)
El Al-Wahda Damasco (en árabe: الوحدة) es un club de fútbol de Siria, de la ciudad de Damasco. Fue fundado en 1928 y juega en la Liga Premier de Siria, la liga de fútbol más importante del país.

## Historia
El equipo fue fundado en 1928 con el nombre Al-Qasioun Sports Club por Ahmed Ezzat Rifai, quien fue su fundador original, siendo uno de los equipos más viejos del mundo árabe, que lo fundó como un equipo deportivo, el cual abarcaba el fútbol y la lucha olímpica.
El equipo cambió de nombre en 1972 por el nombre que usan actualmente. Es conocido por ser uno de los pilares en el deporte no solo de la capital Damasco, sino que de toda Siria. Consiguió ganar el título de Liga en la temporada 2003/04. Ese mismo año quedó subcampeón de la Copa AFC.

## Palmarés
- Liga Premier de Siria: 2

2004, 2014
- Copa de Siria: 5

1993, 2003, 2012, 2013, 2015
- Supercopa de Siria: 1

1993

## Participación en competiciones de la AFC
- Champions League: 1 aparición

2005 - Fase de grupos
- Copa AFC: 2 apariciones

2004 - Finalista
2013 - Ronda clasificatoria
- Liga de Campeones Árabe: 2 apariciones

2006 - Primera ronda
2007 - Primera ronda

## Uniforme
- Uniforme titular: Camiseta, pantalón y medias naranjas.
- Uniforme alternativo: Camiseta, pantalón y medias blancas.

## Estadio
El Al-Wahda Damasco juega en el Estadio Al-Fayhaa. Fue inaugurado recientemente y tiene capacidad para 13500 personas.

## Jugadores
- Andrew Mark
- Moussa Traoré
- Ali Salah
- Alaa' Al-Shaqran
- Redouan Berkaoui
- Omar Khalil
- Cheikha Sy
- Mustapha Sama
- Peter Mutale
- Yanal Abaza
- Adel Abdullah
- Moayad Ajan
- Basil Al Ali
- Hamdi Al Masri
- Hussam Al Sayed
- Maher Al Sayed
- Mosab Balhous
- Othman Baoarshy
- Zyad Chaabo
- Mohammed Estanbeli
- Fajr Ibrahim
- Assaf Khalifeh
- Mahmoud Mahmalji
- Nizar Mahrous
- Iyad Mando
- Ghassan Matouk
- Rafat Muhammad
- Motaz Salhani
- Loay Taleb

## Entrenadores
- Nenad Stavrić (2001–06)
- Mansour Al Haj Saied (2006)
- Ayman Al Hakeem (2006–07)
- Costică Ştefănescu (2007)
- Muhammad Jomma (2007–08)
- Nizar Mahrous (2008)
- Assaf Khalefa (2009)
- Faruk Kolović (2009)
- Nizar Mahrous (2009–2011)
- Ayman Hakeem (2012)
- Hussam Al Sayed (2012)
- Mohannad Al Fakir (2013)
- Rafat Muhammad (2013-2014)
- Antonio Gómez Fernández (2014-2015)
- Javier Aguirre (2015-Actualidad)